# Aechmea conifera
Aechmea conifera är en gräsväxtart som beskrevs av Lyman Bradford Smith. Aechmea conifera ingår i släktet Aechmea och familjen Bromeliaceae. Inga underarter finns listade i Catalogue of Life.